# Legea lui Peukert
Legea lui Peukert, prezentată de omul de știință german Wilhelm Peukert⁠(d) în anul 1897, exprimă aproximativ modificarea capacității bateriilor reîncărcabile plumb-acid la diferite rate de descărcare. Pe măsură ce crește rata de descărcare, scade capacitatea disponibilă a bateriei, aproximativ în conformitate cu legea lui Peukert.

## Baterii
Producătorii specifică capacitatea unei baterii⁠(d) la o rată de descărcare specificată. De exemplu, o baterie poate avea o putere nominală de 100 A·h atunci când este descărcată cu o viteză care va descărca bateria complet în 20 de ore (la 5 amperi pentru acest exemplu). Dacă este descărcată într-un ritm mai rapid, capacitatea livrată este mai mică. Legea lui Peukert descrie o relație de putere între curentul de descărcare (normalizat la un curent nominal de bază) și capacitatea furnizată (normalizată la capacitatea nominală) într-un interval specificat de curenți de descărcare. Dacă constanta lui Peukert {\displaystyle k}, exponentul, ar fi egal cu unitatea, capacitatea livrată ar fi independentă de curentul de descărcare. Pentru baterii reale, exponentul este mai mare decât unitatea, iar capacitatea bateriei scade pe măsură ce rata de descărcare crește. Pentru o baterie plumb-acid, valoarea constantei {\displaystyle k} este de obicei între 1,1 și 1,3. Pentru diferite tehnologii de baterii reîncărcabile plumb-acid, aceasta variază, în general, de la 1,05 până la 1,15 pentru bateriile AGM VRSLAB, de la 1,1 la 1,25 pentru bateriile cu gel și de la 1,2 la 1,6 pentru bateriile inundate. Constanta Peukert variază cu vârsta bateriei, în general crescând (se înrăutățește) odată cu îmbătrânirea bateriei. Aplicarea acestei legi la rate de descărcare mici trebuie să țină cont de curentul de autodescărcare⁠(d) a bateriei. La curenți de descărcare foarte mari, bateriile obișnuite vor oferi o capacitate mai mică decât cea prezisă de lege aplicând un exponent fix. Ecuația nu ține cont nici de efectul pe care îl are temperatura asupra capacității bateriei.

## Formulă
Pentru o rată de descărcare de un amper, legea lui Peukert este:
{\displaystyle C_{p}=I^{k}t}
unde:
{\displaystyle C_{p}} este capacitatea la o rată de descărcare de 1A, exprimată în amperi oră,
{\displaystyle I} este curentul real de descărcare (adică curentul extras de la o sarcină) în amperi,
{\displaystyle t} este timpul real de descărcare a bateriei, care trebuie exprimat în ore,
{\displaystyle k} este constanta Peukert (adimensională).
Capacitatea la o rată de descărcare de un amper nu este de obicei dată pentru celulele practice. Ca atare, legea poate fi reformulată la o capacitate și o rată de descărcare cunoscute:
{\displaystyle t=H\left({\frac {C}{IH}}\right)^{k}}
unde:
{\displaystyle H} este timpul nominal de descărcare (în ore),
{\displaystyle C} este capacitatea nominală la acea rată de descărcare (în amperi oră),
{\displaystyle I} este curentul real de descărcare (în amperi),
{\displaystyle k} este constanta Peukert (adimensională),
{\displaystyle t} este timpul real de descărcare a bateriei (în ore).
În exemplul de mai sus, dacă o baterie cu capacitatea nominală de 100 Ah (amperi-oră) la o rată de descărcare în 20 de ore are o constantă Peukert de 1,2 și este descărcată la o rată de 10 amperi, aceasta ar fi complet descărcată în timpul dat de relația {\displaystyle 20{\left({\frac {100}{10\cdot 20}}\right)^{1.2}}}, care este de aproximativ 8,7 ore. Prin urmare, bateria ar furniza numai 87 de Ah, în loc de 100.
Legea lui Peukert poate fi scrisă ca
{\displaystyle It=C\left({\frac {C}{IH}}\right)^{k-1}}
rezultând {\displaystyle It}, care este capacitatea efectivă a bateriei la rata de descărcare {\displaystyle I}.
Legea lui Peukert, luată literal, ar însemna că descărcarea totală atinge un maxim pe măsură ce timpul ar tinde la infinit și rata de descărcare ar ajunge la zero. Acest lucru este imposibil deoarece bateria se va auto-descărca în interior cu sau fără descărcare zero printr-o sarcină. Rata de autodescărcare depinde de chimia bateriei și de temperatura ambiantă.
Dacă capacitatea este dată pentru două rate de descărcare, exponentul Peukert poate fi determinat din formula:
{\displaystyle {\frac {C}{C_{0}}}=\left({\frac {t}{t_{0}}}\right)^{\frac {k-1}{k}}}
unde:
{\displaystyle C} și {\displaystyle C_{0}} sunt cele două valori ale capacității (în amperi oră) și
{\displaystyle t} și {\displaystyle t_{0}} sunt timpii corespunzători de descărcare la curent constant (în ore).
Sau, pentrudouă valori ale curentului de descărcare {\displaystyle I} și {\displaystyle I_{0}}:
{\displaystyle {\frac {Q}{Q_{0}}}=\left({\frac {I_{0}}{I}}\right)^{k-1}}
Legea lui Peukert este o problemă cheie la vehicule electrice cu baterii, unde bateriile evaluate, de exemplu, la o durată de descărcare de 20 de ore sunt folosite într-un timp de descărcare mult mai scurt, de aproximativ 1 oră. La curenți de sarcină mari, rezistența internă a unei baterii reale disipează o putere semnificativă, reducând puterea (wați) disponibilă pentru sarcină pe lângă reducerea Peukert, oferind astfel o capacitate și mai mică decât prevede ecuația simplă a legii puterii.
Un studiu critic din anul 2006 a concluzionat că ecuația lui Peukert nu poate fi utilizată pentru a prezice exact starea de încărcare a unei baterii decât în cazul în care aceasta este descărcată la un curent constant și o temperatură constantă.

## Explicație
De obicei se crede că energia nefurnizată de baterie datorită legii lui Peukert este „pierdută” (sub formă de căldură de exemplu). De fapt, odată ce sarcina este îndepărtată, tensiunea bateriei se va recupera, și mai multă energie va putea fi extrasă din nou din baterie. Acest lucru se datorează faptului că legea se aplică în mod specific bateriilor descărcate la un curent constant până la tensiunea de întrerupere. Bateria nu va mai putea furniza acel curent fără a scădea sub tensiunea de întrerupere, așa că în acel moment este considerată descărcată, în ciuda energiei semnificative rămase în baterie.
Ceea ce se întâmplă este că procesul chimic (difuzia) responsabil de transportul substanțelor chimice active în interiorul bateriei progresează într-un ritm limitat, astfel încât descărcarea rapidă a bateriei face ca tensiunea să atingă nivelul de întrerupere prematur, înainte ca tot materialul activ din baterie să fie epuizat. Cu timpul, materialul activ va difuza prin celulă (de exemplu, acidul sulfuric dintr-o baterie cu plumb-acid va difuza prin plăcile poroase de plumb și separatoare) și va fi disponibil pentru reacții ulterioare.
De exemplu, considerând o baterie cu o capacitate de 200Ah la rata C20 (C20 înseamnă rata de descărcare în 20 de ore – adică rata care va descărca bateria complet în 20 de ore – care în acest caz este de 10 Amperi).
Dacă această baterie este descărcată la 10A, va dura 20 de ore pentru ca aceasta să livreze întreaga sa capacitatea nominală de 200Ah.
Cu toate acestea, aceeași baterie descărcată la 20A poate dura numai 5 ore. Prin urmare, aparent ar livra doar 100 Ah. Aceasta înseamnă că, bateria va fi de asemenea, (aproape) încărcată complet din nou după reîncărcarea a 100Ah – în timp ce aceeași baterie care a fost descărcată anterior cu I20 = 10A și a durat 20 de ore va fi aproape complet încărcată după reîncărcarea a 200Ah.
De fapt, o baterie care a fost descărcată într-un ritm foarte ridicat își va reveni în timp, și capacitatea rămasă va putea fi recuperată după ce bateria a fost lăsată în repaus câteva ore sau o zi.
Capacitatea rămasă poate fi recuperată și prin reducerea curentului. De exemplu, atunci când bateria din exemplul anterior atinge tensiunea de întrerupere la curentul de descărcare de 200A, reducerea curentului după cum este necesar pentru a menține tensiunea la valoarea de întrerupere a tensiunii scăzute va permite ca aproape toată capacitatea lipsă să fie preluată de la baterie (deși într-o perioadă mai lungă de timp).
Aceste efecte explică de ce tensiunea unei baterii descărcate revine după ce sarcina este îndepărtată și de ce este posibilă o descărcare suplimentară a bateriei (de exemplu, aprinderea unei lanterne din nou după epuizarea bateriei) după ce a trecut o perioadă de timp fără ca bateria să fie încărcată.

## Siguranța privind incendiile
Legea lui Peukert aduce un anumit grad de siguranță la incendiu pentru unele modele de baterii. Aceasta limitează puterea maximă de ieșire a unei baterii. De exemplu, pornirea unei mașini este sigură chiar dacă bateria plumb-acid se oprește. Pericolul principal de incendiu în cazul bateriilor cu plumb-acid apare în timpul supraîncărcării când se produce hidrogenul gazos. Acest pericol este ușor de controlat prin limitarea tensiunii de încărcare disponibilă și prin asigurarea prezenței ventilării în timpul încărcării pentru a evacua orice exces de hidrogen gazos. Un pericol secundar există atunci când plăcile rupte din interiorul bateriei pun bateria în scurtcircuit sau când acestea se reconectează în interiorul bateriei provocând o scânteie internă, aprinzând hidrogenul și oxigenul generat în interiorul bateriei în timpul descărcării foarte rapide.
Descărcarea bateriilor cu rate extreme poate provoca și deriva termică. În special, dacă celula dezvoltă un scurtcircuit intern, aceasta tinde să se supraîncălzească, să elibereze electrolitul și să ia foc. Un incendiu generează căldură suplimentară, care poate topi celulele adiacente și poate duce la scurgeri suplimentare de electrolit inflamabil. În plus, un incendiu poate crește, de asemenea, temperatura celulei din celulele adiacente, iar acest lucru crește și mai mult curenții de defecțiune disponibili (și căldura). Reacțiile de derivă rezultate pot fi spectaculoase.

## Limitări
Legea lui Peukert este un instrument util pentru calcule estimative. Cu toate acestea, are limitări. Printre acestea se numără:
- Efectele temperaturii asupra bateriilor nu sunt incluse în ecuație.
- Vechimea bateriei nu este luată în considerare. Exponentul Peukert crește odată cu vârsta bateriei.
- Dacă se calculează pentru o rată de descărcare scăzută, ecuația nu ține cont de faptul că fiecare baterie are o rată de autodescărcare.

În ceea ce privește estimarea, legea lui Peukert se apropie mai mult de estimarea performanței reale a unei baterii decât o fac simplele extrapolări ale valorii nominale a capacității în amperi-oră.